# Новостудёновский сельсовет
Новостудёновский сельсове́т — муниципальное образование в Сердобском районе Пензенской области. Имеет статус сельского поселения.

## Общие сведения
Новостудёновский сельсовет располагается на востоке Сердобского района. Площадь сельсовета — 18752 га. На территории сельского совета расположены магазин, 2 автозаправочные станции, спортзал, 2 библиотеки, 3 фельдшерско-акушерских пункта (в посёлке Зелёный Дол, сёлах Зеленовка, Новая Студёновка), основная общеобразовательная школа (в селе Зеленовка), 2 детских сада (в селе Зеленовка и посёлке Зелёный Дол). Общее население сельского совета на 1 января 2011 года — 1322 человека.

## Население
| 2002  | 2010  | 2012  | 2013  | 2014  | 2015  | 2016  |
| ----- | ----- | ----- | ----- | ----- | ----- | ----- |
| 1553  | ↘1322 | ↘1303 | ↘1251 | ↘1231 | ↘1202 | ↘1181 |
| 2017  | 2018  | 2021  |       |       |       |       |
| ↘1166 | ↘1122 | ↘1056 |       |       |       |       |

## Состав сельского поселения
| № | Населённый пункт | Тип населённого пункта       | Население |
| - | ---------------- | ---------------------------- | --------- |
| 1 | Зеленовка        | село                         | ↘551      |
| 2 | Зелёный Дол      | посёлок                      | 282       |
| 3 | Новая Студеновка | село, административный центр | ↘438      |
| 4 | Панкратовка      | деревня                      | 0         |
| 5 | Тащиловка        | железнодорожная станция      | 51        |

## Глава  администрации
Главой администрации Новостудёновского сельского совета является Бауэр Валерий Викторович.

## Адрес
442862, Пензенская область, Сердобский район, с. Новая Студёновка, ул. Школьная, 4. Тел.: +7 84167 9-26-10